# Gábor Imre
Gábor Imre Iván (Sztálinváros, 1960. október 23. –) Munkácsy Mihály-díjas magyar grafikus, festő és képzőművész. Jelenleg a Budapesti Metropolitan Egyetem főiskolai docense a Vizuális Kommunikáció Tanszéken.

## Életpályája
Már a gyerekkorát is erősen meghatározta a művészet. Édesanyja Gábor Ivánné Sifter Éva képzőművész és rajzpedagógus volt, édesapja Gábor Iván pedig az irodalom szerelmeseként szintén pedagógusként dolgozott. Nagybátyja, Gábor Pál Balázs Béla-díjas magyar filmrendező, érdemes művész. Középiskolai tanulmányait 1975 és 1979 között a budapesti Török Pál utcai Képző- és Iparművészeti Szakközépiskolában töltötte, játékkészítő grafikus szakon.
Egyetemi tanulmányait 1981 és 1988 között a Magyar Képzőművészeti Főiskola sokszorosító grafikai szakán végezte. Mesterei Raszler Károly és Kocsis Imre voltak. Továbbá megszerezte a középiskolai rajz, művészettörténet és ábrázoló geometria tanári diplomát is.
Művészetére a banális, hétköznapi témák ironikus, groteszk ábrázolása jellemző. Mindig képes megújulni, nem követi az aktuális trendeket, intermediális gondolkodású. Alkotásaiban legtöbbször megjelenik valamilyen nyers humor illetve a provokatív szellemiség. Jellemzően sorozatokat készít.
Munkásságában külön figyelmet érdemel, hogy animációs és rövidfilmeket is készített. A Közjáték Pascal írásaiból (2x5 perces animáció) és a Közjáték Borghes írásaiból (7x5 perces rövidfilm) a modern vizuális kultúra érdekes darabjai.
Készített továbbá képregényeket, filmplakátokat, könyvborítókat, 1990-ben a berlini East Side Gallery Archiválva 2021. október 24-i dátummal a Wayback Machine-ben falára festette ikonikus „Vízesés” című alkotását.
A Trafó Kortárs Művészetek Házának több mint 200 plakátját tervezte.
1996-ban megalapította a Dessin Design-t, melynek 15 éven át volt az ügyvezetője, illetve művészeti vezetője, majd elkezdett plakáttervezést oktatni 2007-ben a Visart Művészeti Akadémián. 2006 és 2010 között az Óbudai Képzőművészeti Szakképző Iskolában volt alkalmazott grafika szaktanár, 2009 óta pedig a Budapesti Metropolitan Egyetem főiskolai docense, a grafikai szakcsoport vezetője. Oktatói tevékenysége mellett aktív képzőművész, aki időről időre képes megújulni, új témát boncolgatni különböző művészeti technikákon keresztül.
2 lánya és 1 fia született.

## Díjak, elismerések, ösztöndíjak, tagságok
- Fiatal Képzőművészek Stúdiója tiszteletbeli tagság
- Művészeti Alkotóművészek Országos Egyesülete
- Magyar Grafikusművészek Szövetsége
- 1985 Kondor Béla díj
- 1989-1991 Derkovits-ösztöndíj[7]
- 1990 Derkovits-ösztöndíj nívódíja
- 1991 Smohay-díj[8]
- 2005 Budapest és Salzburg közötti csereprogram ösztöndíja Salzburg, Ausztria
- 2007 Római Magyar Akadémia ösztöndíja, Róma, Olaszország
- 2008 Miskolci Galéria Ösztöndíja, Miskolc, Magyarország
- 2009 Munkácsy-díj[9]

## Kiállítások

### Egyéni kiállítások
- 1988 “Hommage à Bertalan és Lujza”, Óbudai Pincegaléria Archiválva 2021. október 23-i dátummal a Wayback Machine-ben (Forgács Gáborral)
- “Gigantposzter”, Almássy Téri Szabadidőközpont (Forgács Gáborral, Rácmolnár Sándorral)
- 1989 “Born in Sztálinváros”, Uitz Terem, Dunaújváros[10]
- “The Best of Gábor Imre”, Stúdió Galéria
- 1990 Szerb Templom, Balassagyarmat
- 1991 Alkotárs Galéria, Jászberény
- Lágymányosi Közösségi Ház
- 1993 A Szabadművelődés Háza Székesfehérvár
- 1995 Uitz Terem, Dunaújváros (Gerhes Gáborral)
- 1996 Óbudai Társaskör Galéria
- 1999 Arcus Galéria, Vác
- 2001 Castro Café, Budapest, Ráday utca
- 2002 Portál Galéria, Budapest
- 2003 “She’s been my wife since 1992” Erlin Galéria, Budapest
- 2004 „Gábor Imre egy napja” Kerengő Galéria, Millenáris, Budapest
- „Facelift” Majdnem Galéria, Budapest
- 2005 „Egy hét, egy mű” Majdnem Galéria, Budapest
- 2005 „Három festmény”, MG, Budapest
- 2005 „Facelist”, MG, Budapest
- 2007 „Gábor Imre kiállítása”, Duna Múzeum Archiválva 2020. január 27-i dátummal a Wayback Machine-ben, Esztergom
- 2007 „Save As” Vajda Pince, Szentendre
- 2008 „Jézus élete” Miskolci Galéria, Miskolc[11]
- „Új munkák” Artus Színház Galériája, Budapest
- 2010 Gábor Imre kiállítása, Óbudai Társaskör Galéria, Budapest
- 2011 7 és fél, Budapest Galéria Lajos utcai Kiállítóháza, Budapest[12]
- Gábor Imre kiállítása, Erkel Ferenc Zeneiskola, Tatabánya
- Gábor Imre kiállítása, Gallery Ephemeral, Budapest
- 2013 A tévedés joga, Raiffeisen Galéria Archiválva 2021. október 23-i dátummal a Wayback Machine-ben, Budapest[13]
- 2015 „A logó körül szabadon hagyandó terület, Art9 Galéria, Budapest[14]
- 2021 "Készült Sifter Éva művének felhasználásával", Art9 Galéria, Budapest

### Válogatott csoportos kiállítások
- 1988-tól Stúdió kiállítás
- 1989
  - A nyolcvanas évek magyar művészete, Künstlerhaus, Passau
  - Kék acél, Budapest Galéria Lajos u., Budapest
  - Kék irón, Duna Galéria, Budapest
- 1989-től
  - Országos Grafikai Biennálé, Miskolci Galéria, Miskolc
- 1990
  - Kék-vörös, Uitz Terem, Dunaújváros
  - Galerie East Side, Berlin
- 1991
  - Emblematikus törekvések I., Budapest Galéria Lajos u., Budapest
  - Kisplasztika, szobor, installáció, Uitz Terem, Dunaújváros
- 1994 Holtvágány, Nyugati pályaudvar, Budapest
- 2009 – „Gender Check”, MUMOK, Bécs[15]
- 2017 – „Rád írok” , FUGA (Csontó Lajos, Vincze Ottó)[16]
- 2018 – Csontó Lajos és Gábor Imre, Újlipótvároi Klub-Galéria